# Johann Benedikt Hess der Jüngere
Johann Benedikt Hess (genannt der Jüngere) (* 26. März 1672 in Frankfurt am Main; † 16. September 1736 ebenda) war ein deutscher Glas- und Gemmenschneider des Barock.

## Leben
Er war ein Sohn des Glasschneiders Johann Benedikt Hess des Älteren (1636–1674). Johann Benedikt Hess der Jüngere, dem sein Bruder Sebastian († 2. Mai 1731) zeitlebens zuarbeitete, arbeitete anfangs mit Glas, verlegte sich dann aber, als diese Kunst bei den Abnehmern außer Mode kam, zunehmend und ab 1718 ausschließlich auf die Glyptik, das Schneiden von Schmucksteinen. Er schnitt Köpfe und Figuren, sowohl Intaglien als auch Kameen und vollkommen freistehende Figuren, und seine Arbeiten waren so gut und begehrt, dass sie von Liebhabern und Händlern teuer bezahlt und nicht selten als “antike” Werke an fürstliche Höfe weiterverkauft wurden.
Besonders hoch bewertet waren ein 1712 gefertigtes, mit Gold und Edelsteinen verziertes und auf einem Adler aus schwarzem Achat ruhendes Brustbild Alexander des Großen aus Sardonyx und eine aus einem einzigen Stück Achat geschnittene Reiter-Statuette Julius Caesars mit Goldverzierungen aus dem Jahre 1716, beide etwa 22 cm hoch. Er fertigte, meist im Auftrag von Händlern, eine Anzahl von Brustbildern und Köpfen im Profil römischer Kaiser (Antoninus Pius, Commodus, Galba, Hadrian, Nerva, Pertinax, Postumus, Severus Alexander, Tiberius u. a.) aus Onyx und Sardonyx und Köpfe auch aus Jaspis und Smaragd.
Heinrich Sebastian Hüsgen stellte ein Werkverzeichnis für die Jahre 1699 bis 1721 zusammen.
Sein Sohn Peter (1709–1782) wurde ebenfalls Steinschneider, arbeitete bis zu des Vaters Tod in dessen Werkstatt, übernahm diese und ging 1746 an den landgräflichen Hof in Kassel.